# Effet Stark
En physique atomique, l'effet Stark (du nom de son découvreur Johannes Stark) est la modification des états électroniques sous l'action d'un champ électrique qui se traduit par l'éclatement et le décalage de raies spectrales en plusieurs composantes. 
La valeur énergétique de ce décalage s'appelle le décalage Stark (Stark shift). C'est un effet analogue à l'effet Zeeman (modification des états électroniques par application d'un champ magnétique). L'effet Stark est, entre autres, responsable de l'élargissement des raies spectrales par des particules chargées.
Cet effet est utilisé dans les puits quantiques à semi-conducteurs. L'application d'un champ électrique à ces puits quantiques permet de moduler l'absorption optique (décalage Stark des pics excitoniques) très rapidement (de l'ordre de la dizaine de GHz). Il porte alors le nom d'« effet Stark confiné quantiquement » (« Quantum Confined Stark Effect » : QCSE), les barrières de potentiel d'un puits quantique représentant un confinement quantique des porteurs (électrons et trous).